# Nadjim Ouali
Nadjim Ouali (en arabe نجم وعلي‎) , né le 28 février 1971 à Béjaïa, en Algérie,  est un joueur de basket-ball international algérien évoluant au poste d'ailier fort. 

## Biographie
né le 28 février 1971 à Béjaïa,, Nadjim Ouali participe avec l'Algérie au Championnat du monde 2002et cinq éditions des Championnats d'Afrique en 1993, 1995, 1999, 2001, 2003.